# 翁特贝格大街站
翁特貝格大街站（德語：U-Bahnhof Untersbergstraße）是一座慕尼黑地铁2、7号线位于上吉兴-雉鸡园的一座车站。